# Tilletia lolioli
Tilletia lolioli är en svampart som beskrevs av Vánky, Lori M. Carris, Castl. & H. Scholz 2005. Tilletia lolioli ingår i släktet Tilletia och familjen Tilletiaceae.   Inga underarter finns listade i Catalogue of Life.